# Demicheleïta-(I)
La demicheleïta-(I) és un mineral de la classe dels sulfurs. Rep el nom per la seva relació amb la demicheleïta-(Br), amb iode (I) dominant. El nom arrel fa honor a Vincenzo de Michele (n. 1936), antic comissari del Museu d'Història Natural de Milà.

## Característiques
La demicheleïta-(I) és un sulfur de fórmula química BiSI. Va ser aprovada com a espècie vàlida per l'Associació Mineralògica Internacional l'any 2009, i la primera publicació data del 2010. Cristal·litza en el sistema ortoròmbic. És l'anàleg amb iode de la demicheleïta-(Br) i la demicheleïta-(Cl). Presenta una combinació única d'elements, al tractar-se de l'únic mineral conegut amb bismut i iode.

## Formació i jaciments
Va ser descoberta al cràter La Fossa, situat a l'illa de Vulcano, a les Illes Eòlies (Sicília, Itàlia). També ha estat descrita a la mina ROW Ruch Rydułtowy, a la localitat de Rydułtowy, al districte de Wodzisław (Voivodat de Silèsia, Polònia). Aquests dos indrets són els únics de tot el planeta on ha estat descrita aquesta espècie mineral.